# Aeroportul Trona
Aeroportul Trona (IATA: TRH, FAA LID: L72) este un aeroport din California, Statele Unite ale Americii ce deservește zona Trona⁠(d). A fost numit după zona deservită.
Situat la o altitudine de 524 m, aeroportul dispune de 1 pistă.

## Infrastructură

### Piste
Aeroportul dispune de o singură pistă. Pista 17/35 are suprafața de asfalt și dimensiunile 5.910 picioare × 60 picioare. 